# Weltcup im Wasserspringen 2006
Der Weltcup im Wasserspringen 2006 war eine von der FINA veranstaltete Wettkampfserie im Wasserspringen, die vom 19. bis 23. Juli 2006 in Changshu stattfand. Insgesamt wurden zehn Wettbewerbe ausgetragen, jeweils bei Frauen und Männern Einzelwettkämpfe vom 1-Meter- und 3-Meter-Brett und vom 10-Meter-Turm sowie Synchronwettkämpfe vom 3-Meter-Brett und 10-Meter-Turm.
In den Einzelspringen vom 3-Meter-Brett und 10-Meter-Turm wurde ein neuer Modus ausprobiert, der zuvor bei internationalen Wettkämpfen nur vom 1-Meter-Brett üblich war. Es fanden nach dem Vorkampf zwei Halbfinals statt, aus denen sich nur die drei besten Athleten für das Finale qualifizierten. Die Wettbewerbe wurden von den chinesischen Athleten dominiert, die alle zehn möglichen Titel und insgesamt 15 Medaillen gewannen. Insgesamt konnten Athleten aus sieben Ländern Medaillen erringen.

## Teilnehmer
Es nahmen Athleten aus 23 Verbänden an den Wettbewerben teil.
| Teilnehmende Nationen                                              | Teilnehmende Nationen                              | Teilnehmende Nationen                    | Teilnehmende Nationen                            | Teilnehmende Nationen |
| ------------------------------------------------------------------ | -------------------------------------------------- | ---------------------------------------- | ------------------------------------------------ | --------------------- |
| Ägypten Australien Brasilien Volksrepublik China Chinesisch Taipeh | Deutschland Frankreich Großbritannien Japan Kanada | Kroatien Macau Malaysia Mexiko Nordkorea | Österreich Philippinen Russland Serbien Südkorea | Thailand Ukraine USA  |

## Ergebnisse

### Frauen

#### 1-Meter-Kunstspringen
| Platz | Land                | Athletin                | Punkte |
| ----- | ------------------- | ----------------------- | ------ |
| 1     | Volksrepublik China | Guo Jingjing            | 323,70 |
| 2     | Volksrepublik China | Wu Minxia               | 301,10 |
| 3     | Kanada              | Blythe Hartley          | 300,25 |
| 4     | Australien          | Sharleen Stratton       | 294,25 |
| 5     | Deutschland         | Ditte Kotzian           | 292,05 |
| 6     | Japan               | Ryoko Nishii            | 277,20 |
| 7     | USA                 | Allison Brennan         | 273,75 |
| 8     | USA                 | Christina Loukas        | 273,70 |
| 9     | Russland            | Anastassija Posdnjakowa | 270,45 |
| 10    | Großbritannien      | Tandi Gerrard           | 257,55 |
| 11    | Österreich          | Veronika Kratochwil     | 251,40 |
| 12    | Brasilien           | Juliana Veloso          | 231,15 |

Finale am 19. Juli 2006.

#### 3-Meter-Kunstspringen
| Platz | Land                | Athletin         | Punkte |
| ----- | ------------------- | ---------------- | ------ |
| 1     | Volksrepublik China | Wu Minxia        | 373,40 |
| 2     | Russland            | Julija Pachalina | 372,85 |
| 3     | Volksrepublik China | Guo Jingjing     | 368,40 |
| 4     | Kanada              | Blythe Hartley   | 342,75 |
| 5     | Japan               | Ryoko Nishii     | 308,15 |
| 6     | Deutschland         | Ditte Kotzian    | 301,70 |

Finale am 22. Juli 2006.

#### 10-Meter-Turmspringen
| Platz | Land                | Athletin          | Punkte |
| ----- | ------------------- | ----------------- | ------ |
| 1     | Volksrepublik China | Jia Tong          | 385,30 |
| 2     | Volksrepublik China | Lao Lishi         | 379,85 |
| 3     | Kanada              | Émilie Heymans    | 376,35 |
| 4     | USA                 | Laura Wilkinson   | 352,70 |
| 5     | Österreich          | Anja Richter      | 331,65 |
| 6     | Kanada              | Marie-Ève Marleau | 330,10 |

Finale am 20. Juli 2006.

#### 3-Meter-Synchronspringen
| Platz | Land                | Athletinnen                      | Punkte |
| ----- | ------------------- | -------------------------------- | ------ |
| 1     | Volksrepublik China | Guo Jingjing Li Ting             | 343,80 |
| 2     | USA                 | Ariel Rittenhouse Kelci Bryant   | 306,30 |
| 3     | Deutschland         | Heike Fischer Ditte Kotzian      | 298,68 |
| 4     | Kanada              | Émilie Heymans Blythe Hartley    | 294,60 |
| 5     | Großbritannien      | Hayley Sage Tandi Gerrard        | 280,89 |
| 6     | Japan               | Misako Yamashita Ryoko Nishii    | 280,80 |
| 7     | Chinesisch Taipeh   | Lu Hsin Lu En-Tien               | 247,68 |
| 8     | Philippinen         | Sheila Mae Pérez Ceseil Domenios | 238,44 |
| 9     | Kroatien            | Nataša Kolić Petra Balog         | 227,52 |
| 10    | Macau               | Choi Sut Ian Choi Sut Kuan       | 221,28 |

Finale am 23. Juli 2006.

#### 10-Meter-Synchronspringen
| Platz | Land                | Athletinnen                          | Punkte |
| ----- | ------------------- | ------------------------------------ | ------ |
| 1     | Volksrepublik China | Chen Ruolin Jia Tong                 | 360,42 |
| 2     | Japan               | Mai Nakagawa Misako Yamashita        | 302,70 |
| 3     | Kanada              | Meaghan Benfeito Roseline Filion     | 297,99 |
| 4     | Großbritannien      | Stacie Powell Tonia Couch            | 296,70 |
| 5     | Australien          | Alexandra Croak Melissa Wu           | 292,86 |
| 6     | Nordkorea           | Hong In-sun Choe Kum-hui             | 288,72 |
| 7     | USA                 | Cassandra Cardinell Christina Loukas | 270,96 |
| 8     | Deutschland         | Annett Gamm Nora Subschinski         | 264,39 |
| 9     | Brasilien           | Milena Sae Evelyn Winkler            | 249,24 |

Finale am 21. Juli 2006.

### Männer

#### 1-Meter-Kunstspringen
| Platz | Land                | Athletin            | Punkte |
| ----- | ------------------- | ------------------- | ------ |
| 1     | Volksrepublik China | He Chong            | 505,65 |
| 2     | Volksrepublik China | Luo Yutong          | 445,55 |
| 3     | USA                 | Christopher Colwill | 423,85 |
| 4     | Japan               | Ken Terauchi        | 392,85 |
| 5     | Deutschland         | Sascha Klein        | 390,90 |
| 6     | Australien          | Matthew Mitcham     | 372,70 |
| 7     | USA                 | Steven Segerlin     | 372,00 |
| 8     | Ukraine             | Oleksij Pryhorow    | 370,40 |
| 9     | Brasilien           | Hugo Parisi         | 367,70 |
| 10    | Mexiko              | Julián Sánchez      | 366,10 |
| 11    | Österreich          | Constantin Blaha    | 339,90 |
| 12    | Kanada              | Eric Sehn           | 337,70 |

Finale am 19. Juli 2006.

#### 3-Meter-Kunstspringen
| Platz | Land                | Athletin            | Punkte |
| ----- | ------------------- | ------------------- | ------ |
| 1     | Volksrepublik China | Qin Kai             | 538,50 |
| 2     | Russland            | Alexander Dobroskok | 475,65 |
| 3     | USA                 | Troy Dumais         | 475,15 |
| 4     | USA                 | Christopher Colwill | 472,80 |
| 5     | Volksrepublik China | He Chong            | 468,65 |
| 6     | Japan               | Ken Terauchi        | 468,15 |

Finale am 20. Juli 2006.

#### 10-Meter-Turmspringen
| Platz | Land                | Athletin            | Punkte |
| ----- | ------------------- | ------------------- | ------ |
| 1     | Volksrepublik China | Zhou Lüxin          | 567,65 |
| 2     | Volksrepublik China | Lin Yue             | 558,20 |
| 3     | Russland            | Alexei Krawtschenko | 477,20 |
| 4     | Nordkorea           | Ri Jong-nam         | 461,45 |
| 5     | Australien          | Matthew Mitcham     | 457,50 |
| 6     | Großbritannien      | Gareth Jones        | 410,95 |

Finale am 22. Juli 2006.

#### 3-Meter-Synchronspringen
| Platz | Land                | Athletinnen                        | Punkte |
| ----- | ------------------- | ---------------------------------- | ------ |
| 1     | Volksrepublik China | Wang Feng He Chong                 | 446,73 |
| 2     | USA                 | Troy Dumais Mitchell Richeson      | 428,43 |
| 3     | Deutschland         | Andreas Wels Tobias Schellenberg   | 393,30 |
| 4     | Malaysia            | Yeoh Ken Nee Roslan Rossharisham   | 368,10 |
| 5     | Ukraine             | Jegor Jakowenko Olexandr Pidhornyj | 366,57 |
| 6     | Südkorea            | Son Seong-cheol Ha Seung-hun       | 334,02 |
| 7     | Philippinen         | Nino Carog Zardo Domenios          | 333,54 |
| 8     | Ägypten             | Amir El Gendy Mohamed Abdel        | 302,94 |

Finale am 21. Juli 2006.

#### 10-Meter-Synchronspringen
| Platz | Land                | Athletinnen                                | Punkte |
| ----- | ------------------- | ------------------------------------------ | ------ |
| 1     | Volksrepublik China | Huo Liang Lin Yue                          | 394,20 |
| 2     | USA                 | David Boudia Thomas Finchum                | 443,22 |
| 3     | Südkorea            | Cho Kwan-hoon Kwon Kyung-min               | 434,52 |
| 4     | Russland            | Oleg Wikulow Konstantin Khanbekow          | 431,52 |
| 5     | Deutschland         | Heiko Meyer Sascha Klein                   | 424,44 |
| 6     | Nordkorea           | Kim Chon-man Ri Jong-nam                   | 413,34 |
| 7     | Ukraine             | Oleksandr Horschkowosow Dmytro Meschenskyj | 410,34 |
| 8     | Brasilien           | Hugo Parisi Cassius Duran                  | 400,56 |
| 9     | Philippinen         | Jaime Asok Rexel Fabriga                   | 387,54 |
| 10    | Großbritannien      | Gareth Jones Blake Aldridge                | 382,53 |
| 11    | Kanada              | Eric Sehn Wegadesk Gorup-Paul              | 362,40 |

Finale am 23. Juli 2006.

## Medaillenspiegel
| Platz  | Land                | Gold | Silber | Bronze | Gesamt |
| ------ | ------------------- | ---- | ------ | ------ | ------ |
| 1      | Volksrepublik China | 10   | 4      | 1      | 15     |
| 2      | USA                 | –    | 3      | 2      | 5      |
| 3      | Russland            | –    | 2      | 1      | 3      |
| 4      | Japan               | –    | 1      | –      | 1      |
| 5      | Kanada              | –    | –      | 3      | 3      |
| 6      | Deutschland         | –    | –      | 2      | 2      |
| 7      | Südkorea            | –    | –      | 1      | 1      |
| Gesamt | Gesamt              | 10   | 10     | 10     | 30     |